# 大内空
大内 空（おおうち そら、1997年2月16日 - ）は、ジャパンラグビーリーグワン日野レッドドルフィンズに所属するラグビー選手。

## プロフィール
- 埼玉県出身[1]。
- ポジションはウィング(WTB)、センター(CTB)。
- 身長 177 cm、体重 87 kg

## 来歴
15歳からラグビーを始めた。
2015年、佐野日大高校卒業後、帝京大学に入る。
2019年、帝京大学卒業後、マツダブルーズーマーズ(現・マツダスカイアクティブズ広島)に加入。
2021年2月28日に行われたトップチャレンジリーグ第3節九州電力キューデンヴォルテクス戦にて途中出場で公式戦初出場を果たした。
2023年、日野レッドドルフィンズに加入。